# Teresa Benincampi
Teresa Benincampi (Roma, 1778 – 22 febbraio 1830) è stata una scultrice e poetessa italiana.
Fu tra le rare scultrici nella sua epoca a esercitare la scultura professionisticamente e ad affermarsi.

## Biografia
Nata a Roma nel 1778, Teresa Benincampi si formò alla scultura sotto la guida di Antonio Canova che l'avvicinò allo stile neoclassico.
Intorno al 1800 divenne insegnante di scultura all'Accademia di belle arti di Firenze. Fu anche membro associato dell'Accademia di San Luca.
Durante la Restaurazione si dedicò principalmente a ritratti in marmo e terracotta in cui eccelleva, come riportano le testimonianze dei suoi contemporanei di inizio Ottocento, ad esempio quella della scrittrice Charlotte Anne Eaton, che la indicò come l'unica che valesse la pena citare tra gli allievi di Canova, Thorvaldsen o Schadow.
Nel 1815-1816 circa, per il Pantheon di Roma Benincampi realizzò il busto di Aldo Manuzio, considerato la sua opera migliore. Un altro suo busto, quello di Federico Cesi, fu in origine realizzato per la sala dei Lincei e in seguito collocato nel Pantheon.
Oltre a essere una scultrice professionista, Benincampi fu anche una poetessa riconosciuta e membro dell'Accademia dell'Arcadia.
«Figura dell'intellighentia romana», era amica di Maria Cuccovilla Pizzelli, che teneva un salotto culturale. Benincampi fu chiamata insieme ad altri a leggere versi in prosa per l'omaggio postumo alla salottiera, nel settembre del 1806. I versi furono in seguito pubblicati con il titolo di Accademia poetica in sette lingue per la morte di M. Pizzelli nata C. fra i poeti Lida insigne letterata romana nel 1809.
Teresa Benincampi morì a Roma il 22 febbraio 1830.
Un suo ritratto a disegno realizzato da Rudolph Friedrich Carl Suhrlandt (1781-1862) è conservato presso il Kupferstichkabinett.

## Opere
Tra le sue opere:
- Busto di Aldo Manuzio, Protomoteca capitolina, Roma, 1821
- Ritratto di Francesco Battistini, Basilica di Santa Croce, Firenze
- Ritratto di Federico Cesi, Pantheon di Roma
- Ritratto di Domenico Zampieri, marmo, Duomo di Grottaferrata
- Monumento a Gioacchino Pessutti, Basilica di Sant'Andrea delle Fratte, Roma, 1815